# Graphium chiron
Veined Jay (Graphium chiron), là một loài bướm ngày được tìm thấy ở Assam và các vùng khác của Đông Bắc Ấn và Đông Nam Á.

## Hình ảnh

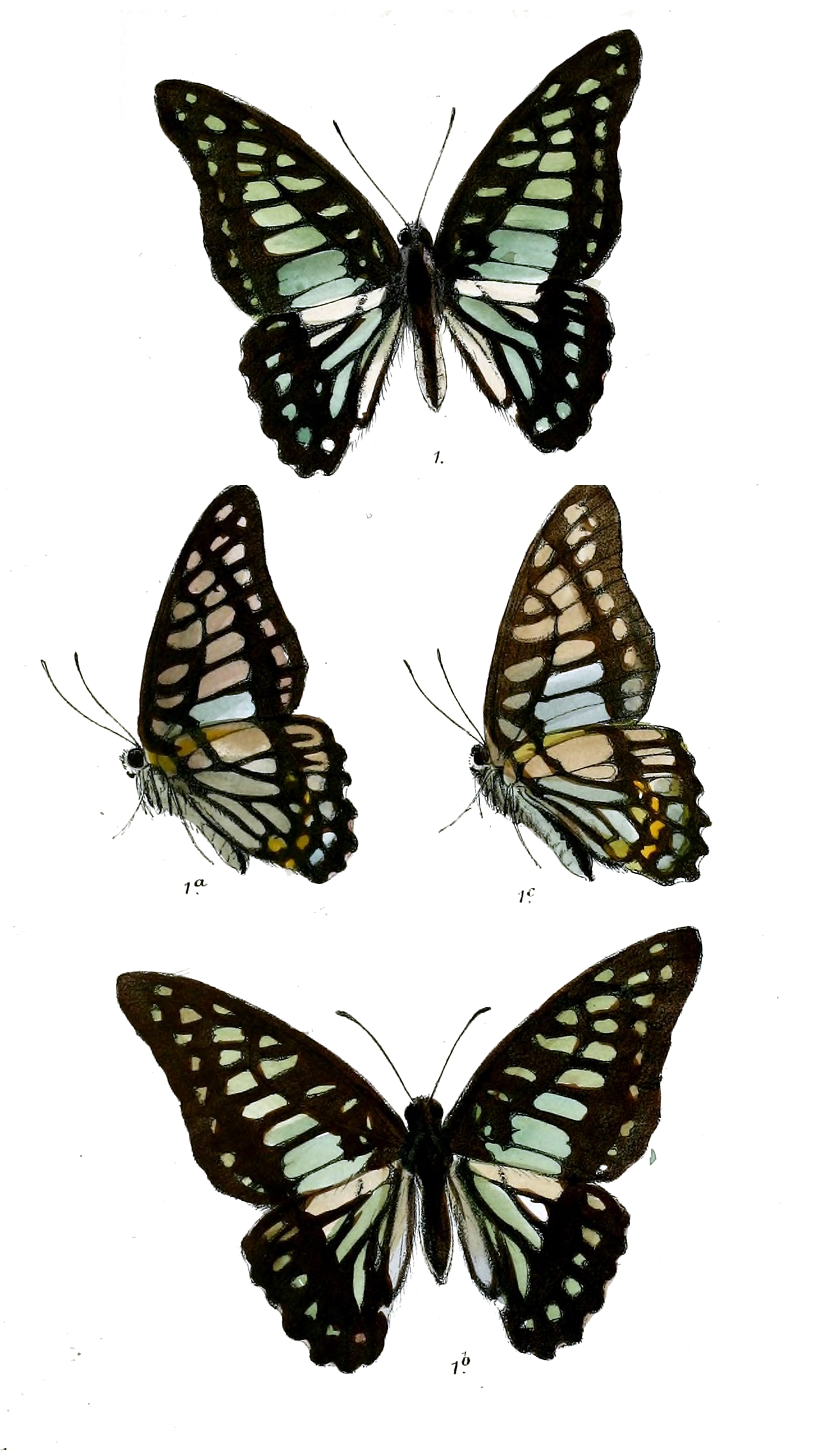
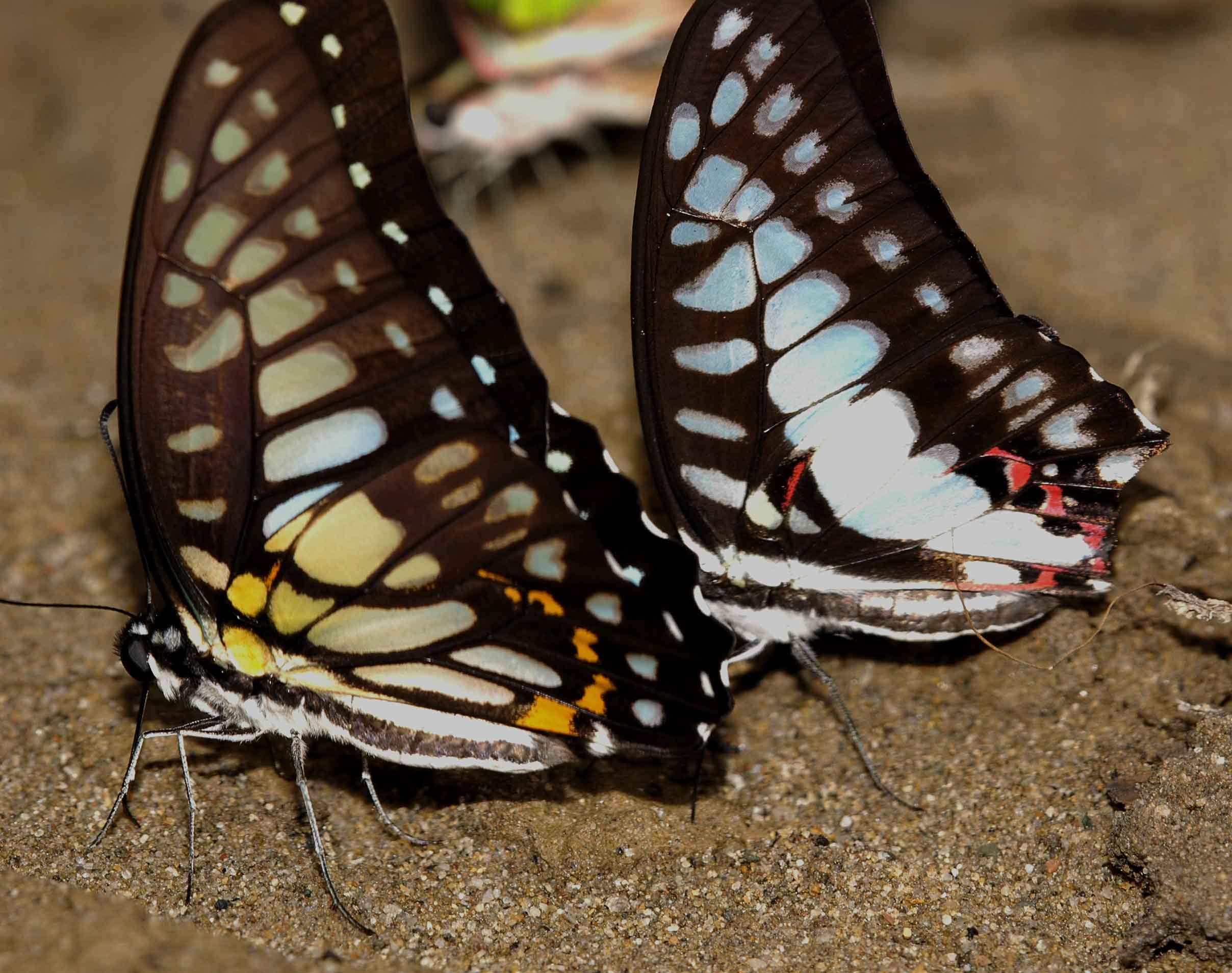